# Marco Lo Bianco
Marco Lo Bianco (né le 15 septembre 1990 à Cosenza) est un joueur italien de volley-ball. Il mesure 1,91 m et joue réceptionneur-attaquant.

## Clubs
| Club                        | De        | À         |
| --------------------------- | --------- | --------- |
| Umbria Volley               | 2009-2010 | 2012-2013 |
| Argos Volley                | sep 2013  | mar 2014  |
| Pallavolo Città di Castello | mar 2014  | mai 2014  |

## Palmarès
- Challenge Cup (1)
  - Vainqueur : 2010